# 玉山 (道光進士)
玉山（1810年—？），字研堂，号昆峰，赫舍里氏，满洲镶红旗人。道光乙未举人，丙申联捷进士。
后官刑部主事，江西长宁县知县，贊善，遷右中允，累官安徽按察使。